# Anglická renesance
Anglická renesance je termín užívaný pro kulturně a umělecky významné období v anglických dějinách, které začalo někdy na začátku 16. století a končí v polovině 17. století, a které se inspirovalo renesančním uměním severní Itálie.
Pojem někdy bývá nesprávně spojován pouze s dobou vlády Alžběty I. (vládla 1558-1603), respektive s dobou Shakespearovou. Nové trendy se ale objevují v umění už na dvoře předcházejících Tudorovců, nejvýznamněji na dvoře Jindřicha VIII. a časově dlouho přesahují smrt Alžběty I. nebo Williama Shakespeara v roce 1616.

## Srovnání sitalskou renesancí
Na severu se renesance jako umělecký styl vyvinula pomaleji a ne tak nárazovitě jako v Itálii. Je nutné si také uvědomit časový rozdíl, který existuje mezi italskou a anglickou renesancí. Doba Petrarkova je od doby Shakespearovy vzdálena 200 let. V době, kdy renesanční myšlenky přicházejí do Anglie, se již v Itálii prosazuje manýrismus.
I stylem se liší. V mnohém jen uzrály myšlenky vzniklé již v anglickém středověkém umění. Stejně jako v ostatních severoalpských zemích zde antický vzor neměl velký vliv. Angličané se nechali ovlivnit čistě italskou renesancí, ne jejími vzory.
Jestliže v Itálii hrají prim vizuální umění jako malířství nebo sochařství, tak v Anglii se hlavní zájem upíral k literatuře.

## Literatura

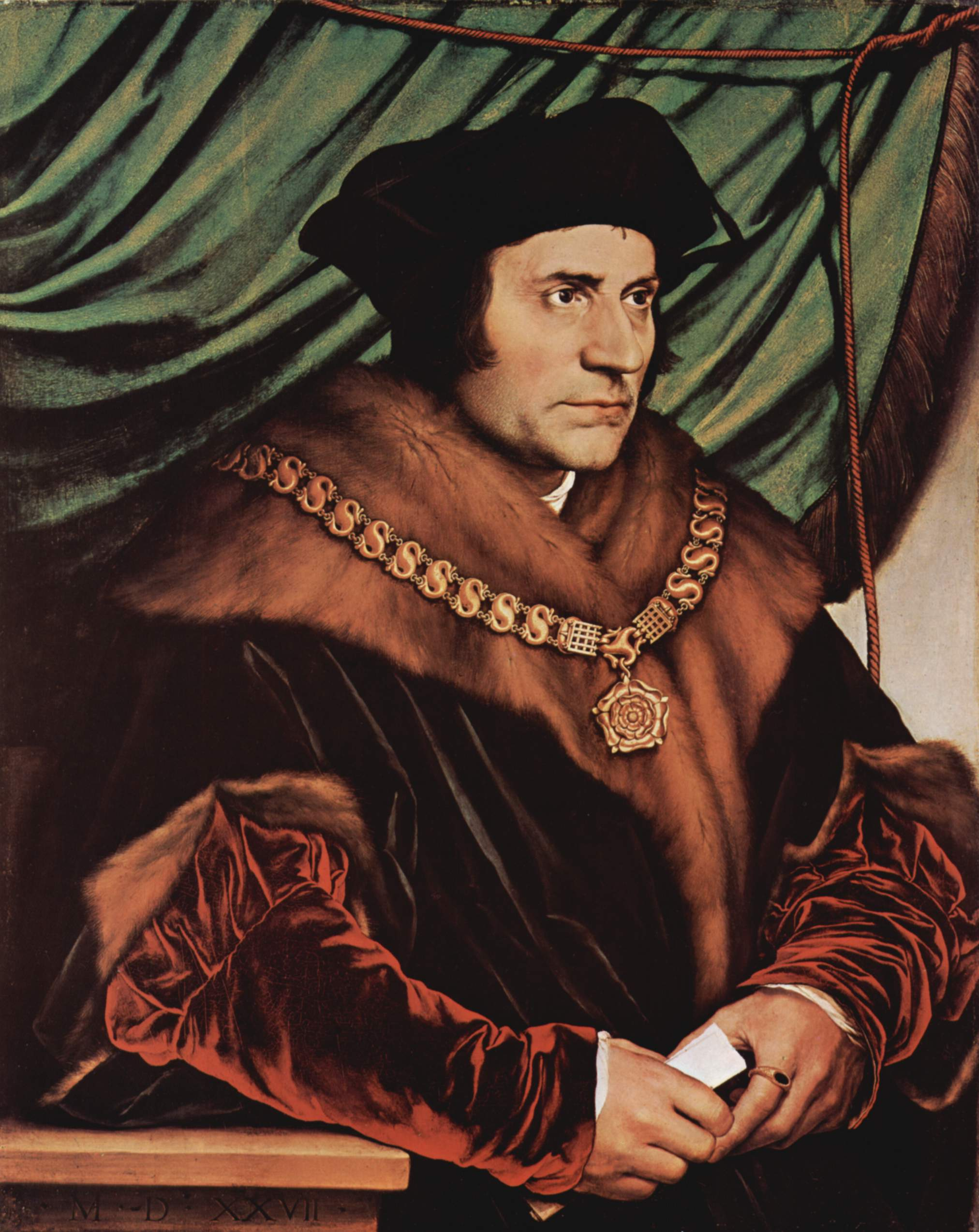
Thomas More, portrét od Hanse Holbeina mladšího

## Malířství
Na dvoře Jindřicha VIII. působil Hans Holbein mladší, skvělý portrétista, který maloval ve stylu typickém pro renesanci v zaalpských zemích. Jeho obrazy jsou velmi detailně propracované, plné symboliky vtělené do zobrazených předmětů. Samozřejmé je užití perspektivy (dotažené do dokonalosti jako např. u lebky na obraze Vyslanci (Ambasadoři) a zachycení světla a stínu. Portréty si nicméně uchovávají gotickou strnulost.

## Hudba

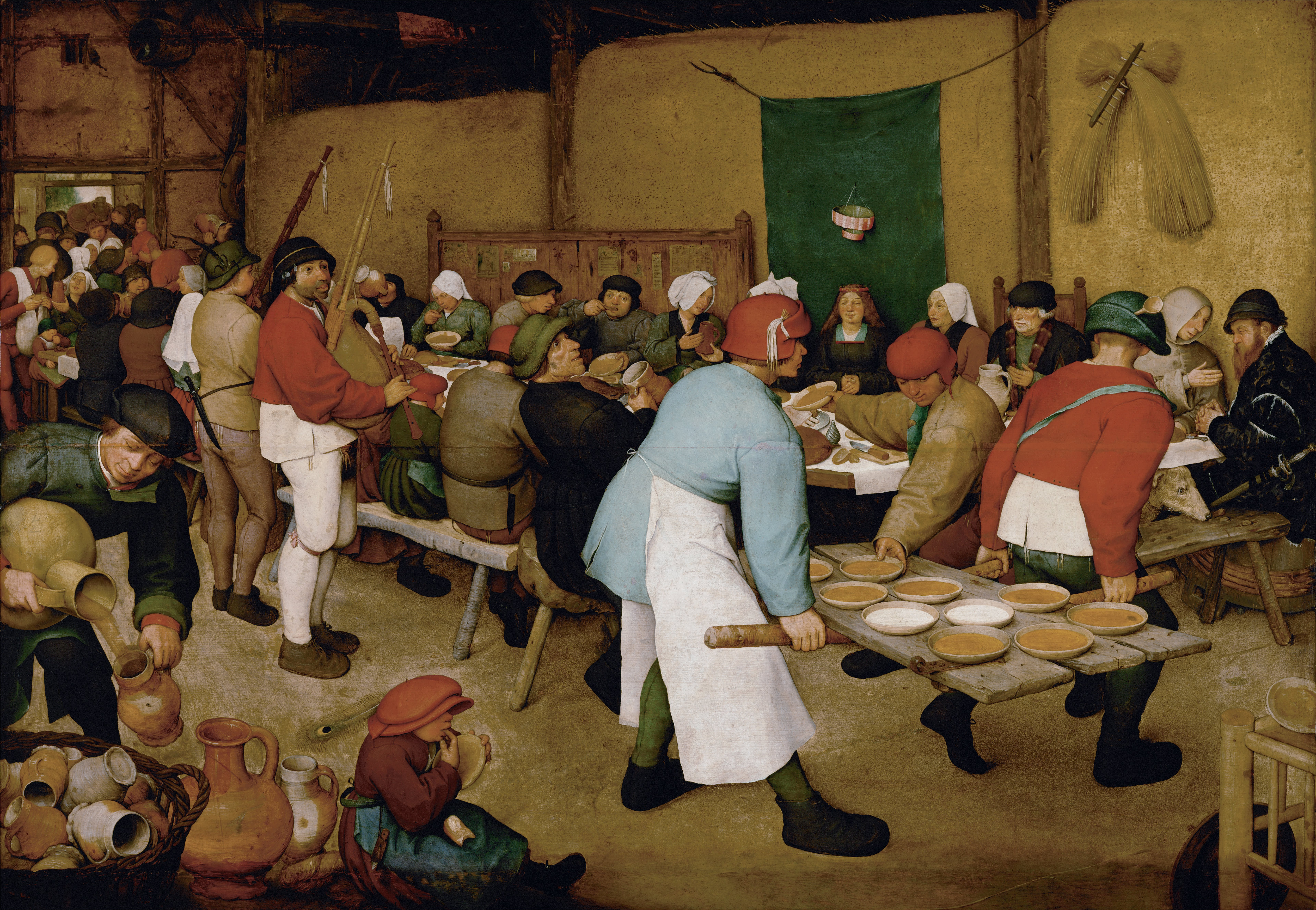
Selská svatba

Hudba se stala oblíbenou kratochvílí ve všech společenských vrstvách, jak o tom mimo jiné svědčí i dudáci na Bruegelově obraze Selská svatba. Jejímu rozšíření pomohl vznik knihtisku, který umožnil jednoduché šíření notových záznamů. Skladatelé tak získali podnět k tvorbě hudby pro širší publikum i mimo jejich sociální okruh.
Jindřich VIII. byl velkým obdivovatelem hudby a na svůj dvůr přilákal velké množství vlámských, italských hudebníků. Nejvýznamnějšími hudebníky-skladateli byli Thomas Tallis a William Byrd. Oblíbenou hudební formou se stala sólová píseň ayre, kde se kromě hudebního skladatele dobře uplatnili i básníci. Jedním z nejlepších „textařů“ byl John Dowland. Tyto písně byly tištěny a pak zpívány před domácím publikem. Některé písně byly i pro dva hlasy nebo pro hlasy čtyři a doprovodnou flétnu.